# Kilafors
Kilafors es una localidad en el municipio de Bollnäs en la provincia de Gävleborg en Hälsingland, Suecia.
En esta localidad, en 2008, se inició el festival sueco Rockweekend.